# Одуд (рід)
Одуд (Upupa) — рід одудоподібних птахів, єдиний у родині одудових (Upupidae). Включає 3 сучасних та один вимерлий види.

## Таксономія
Спершу одуд відносили до ряду сиворакшоподібних (Coraciiformes). Згідно з класифікацією Сіблі-Алквіста одуда разом із слотняками виокремили у ряд одудоподібних (Upupiformes). За пізнішими класифікаціями одудоподібних об'єднали з птахами-носорогами у ряд Bucerotiformes.

### Види
Спершу рід вважався монотиповим з єдиними видом Upupa epops. За сучасною класифікацією до окремого виду Upupa africana відносять африканську популяцію одуда, а до виду Upupa marginata — мадагаскарську популяцію. Крім того на острові Святої Єлени існував вид Upupa antaios, що вимер у XVI столітті.
| Image | Scientific name | Common Name          | Distribution |
| ----- | --------------- | -------------------- | --- |
|       | Upupa africana  | Одуд африканський    | Південна Африка, Лесото, Ескватіні, Намібія, Ботсвана, Зімбабве, Мозамбік, Ангола, Замбія, Малаві, Танзанія, Саудівська Аравія і південна частина Демократичної республіки Конго |
|       | Upupa epops     | Одуд євразійський    | Європа, Азія, Північна Африка і північна субсахарська Африка |
|       | Upupa marginata | Одуд мадагаскарський | Мадагаскар |